# Vognsild
Vognsild er en landsby i det vestlige Himmerland med 231 indbyggere  (2024), beliggende seks kilometer øst for Farsø og ni kilometer vest for Aars. Nærmeste by er Østrup fire kilometer øst for Vognsild.
Byen ligger i Region Nordjylland og hører til Vesthimmerlands Kommune. Vognsild er beliggende i Vognsild Sogn.

## Om byen
I Vognsild ligger bl.a. Vognsild Kirke og Vognsild Idræts- og Boldklub.